# Жёлтый Христос
«Жёлтый Христос» (фр. Le Christ jaune) — полотно Поля Гогена. Художник создал картину в бретонском Понт-Авене осенью 1889 года. Наряду с «Зелёным Христом» Гогена считается одним из ключевых произведений в символизме. 
Картина выполнена в технике клуазонизм — особой манере письма, ставшей основой живописного «синтетического» символизма. Суть данной техники в том, что все полотно разделяется на несколько плоскостей разного цвета в соответствии с изображаемыми фигурами или предметами. Каждая из этих плоскостей очерчивается причудливо изгибающейся широкой контурной линией, как в эмалях или в витражах. Главная роль в клуазонизме отводится чистым контрастным цветам, которые придают живописной плоскости особый декоративный эффект, поднимая линию горизонта и разрушая привычную перспективу натурного пространства. Фигуры уплощаются и становятся похожими на тени. Клуазонизм близок синтетизму, воспроизводящему тот или иной мотив по памяти или из глубин воображения, а потому не требующему детальной его прорисовки.

## История создания
Поль Гоген впервые посетил Понт-Авен в 1886 году. Бретонский этап творчества Гогена, перемежающийся поездками к Ван Гогу в Арль, характеризуется несколькими работами на религиозные темы, среди которых и данное полотно. Октав Мирбо назвал эту картину «тревожной и острой смесью варварской пышности, католической литургии, индийской медитации, готического вымысла и тонкого символизма».
Страдающий Иисус изображён в окружении трёх бретонских крестьянок, одетых в традиционные национальные одежды конца XIX века, на фоне типичного французского сельского пейзажа. Умиротворение, разлитое в воздухе, спокойные, покорные позы женщин, насыщенный «солнечным» жёлтым цветом ландшафт с деревьями в красной осенней листве, крестьянин, занятый вдали своими делами, не могут не входить в конфликт с тем, что происходит на кресте. Они резко контрастируют с Иисусом Христом, на лице которого отображается та стадия страдания, которая граничит с апатией, безразличием ко всему окружающему.
Противоречие безграничных мук, принимаемых Христом, и «незамечаемость» этой жертвы людьми, не считая горстки последователей; стремление художника понять и изобразить, а значит, попытаться ответить как живописец на главные религиозно-философские вопросы — всё это сближает Гогена с другими великими мастерами, обращавшимися к «вечной» тематике в своих работах.
Карандашный этюд к картине «Желтый Христос» хранится в музее Тиссена-Борнемисы, а акварельная версия входит в коллекцию Чикагского института искусств.
В 1890 году Гоген написал «Автопортрет с „Желтым Христом“», где изобразил себя на фоне картины.